# 三崁店 (新竹縣)
三崁店，是台灣新竹縣竹北市的一個傳統地域名稱，位於該市東部。相較於今日行政區，其範圍大致包括東海里東部、隘口里東南端一小部分。

## 歷史
台灣清治末期至日治前期，三崁店地區為一街庄，稱為「三崁店庄」，隸屬於竹北一堡。該庄輪廓呈東南—西北方向狹長形，西北與犁頭山庄為鄰，東北與下山庄、上山庄為鄰，東南邊為崁下庄，西南邊為蔴園肚庄、東海窟庄。
1901年（日治明治三十四年）11月，全台廢縣廳改設二十廳，該庄隸屬於新竹廳。1909年（明治四十二年）10月，合併二十廳為十二廳，該庄隸屬不變。1920年（大正九年），廢十二廳改設五州二廳，該庄改制為「三崁店」大字，隸屬於新竹州新竹郡六家庄，大字下有「三崁店」、「水坑口」小字名。1941年（昭和十六年），六家庄與舊港庄合併成立竹北庄，本地區改隸之。
戰後竹北庄改制為竹北鄉，隸屬於新竹縣，大字亦改制為村。1950年桃、竹、苗分治，本地區隸屬不變。1988年，竹北鄉升格為竹北市，村亦改制為里。目前本地區大致為東海里的一部分。

## 交通
縣道120號（東興路二段）是竹北下斗崙至尖石八五大橋的道路，也是頭前溪北岸主要的連絡道路，大致以西北—東南走向經過三崁店地區南部，向西北可前往東海窟、鹿場、下斗崙並止於省道台1線路口，向東南可前往芎林南郊、橫山（九讚頭）、內灣、尖石等地。
縣道123號（文山路）是下山橋至竹東的道路，其西北側端點位於本地區東部邊界偏南的縣道120號路口，由此向東南東轉東南可前往芎林市區、竹東等地。